# Schizofrent resttillstånd
Schizofrent resttillstånd, defektsyndrom, schizofren demens eller residual schizofreni är en psykiatrisk diagnos för ett kroniskt tillstånd av schizofreni, där psykosens positiva symtom avklingat och sjukdomen domineras av negativa symtom. Alla former av schizofreni kan vara kroniska; sjukdomen kan antingen bli kvar i ett resttillstånd (icke-cykloid schizofreni) eller övergå i remission (cykloid schizofreni).

## Symtom
En person som drabbas av schizofreni, drabbas först, under psykosens akuta fas, av så kallade positiva symtom, det vill säga hallucinationer, tankestörningar och vanföreställningar, psykiska funktioner som tillkommer under sjukdomen. Sådana symtom reagerar ofta bra på psykofarmaka och blir sällan bestående. Vissa personer med schizofreni kan därmed botas från delar av psykosen. 
De så kallade negativa symtomen på psykos kan dock finnas kvar. Med negativa symtom avses psykiska funktioner som försvinner under sjukdomen, såsom att känslorna avflackas, monoton röst, att kroppsspråk och kommunikativa ansiktsuttryck försvinner, apati, initiativlöshet, psykomotorisk hämning, och att tankelivet utarmas. Vid resttillstånd kan personen ha en personlighetsförändring, men måste inte ha det. Kognitiva problem, såsom nedsatt intellektuell förmåga, är också ett vanligt symtom vid resttillstånd. Somliga med resttillstånd har kvar några positiva symtom.
De negativa symtomen liknar både symtomen vid kronisk depression, och tecken på att en person blivit institutionaliserad. Samma symtom kan också uppstå till följd av organiska psykiska störningar eller drogmissbruk. Vid schizofrent resttillstånd föregås tillståndet av minst en period av psykos med utmärkande positiva symtom. Resttillstånd är vanligast vid hebefren schizofreni, och är orsaken till att den diagnosen har dålig prognos.

## Orsaker
Det finns ingen heltäckande förklaring till schizofrena resttillstånd. Generellt för schizofreni gäller att hippocampus är asymmetrisk och deformerad (dock inte atrofisk), men det finns inga neuroanatomiska skillnader på hippocampus mellan schizofrena med eller utan resttillstånd. Höga plasmavärden kortisol och adrenokortikotropt hormon kan dock möjligen spela roll för etiologin, och ett samband kan möjligen finnas mellan resttillstånd och metabolt syndrom. En jämförande studie på proteinet S100B har visat att personer med resttillstånd har större plasmakoncentration av detta än personer med paranoid schizofreni, vilket kan tyda på att oligodendrocyter i den vita hjärnsubstansen är skadade, i synnerhet i dorsolaterala prefrontala cortex. Plasmaökningen av S100B kan också eventuellt bero på insulinresistens, och hänga samman med bukfetman. Forskning på hur S100B reagerar på psykofarmaka har gett motstridiga resultat: en kinesisk studie från 2009 antydde att psykofarmaka ökar plasmanivåerna, medan en tysk studie från 2010 antytt att värdena normaliseras.
Det finns vidare studier på eventuellt samband mellan olika varianter av schizofreni och nivåerna av cytokiner, i synnerhet TNF-α.